# Mikhail Zvinchuk
Mikhail Sergeevich Zvinchuk (ryska: Михаил Сергеевич Звинчук), född 1991, är en rysk bloggare och skribent på  den ryska Telegram-kanalen Rybar (ryska: Рыбарь), med omkring en miljon prenumeranter.  Fram till 2019 arbetade han i det ryska försvarsministeriets presstjänst.  Varje Zvinchuk-rapport läses av i genomsnitt 600 000 personer.